# 張菁芳
張菁芳，悟覺妙天弟子，永和聖光精舍負責人，前考古學者，前民國黨雙和服務處主任。2015年9月10日受民國黨提名，參選新北市第九選舉區立法委員。

## 個人背景
張菁芳於國立臺灣大學人類學研究所取得碩士學位，就讀臺大人類學研究所時，曾參與八里十三行遺址搶救考古發掘計畫，其碩士論文並受到許多相關的議題引用，並被指為「突破以往台灣體質人類學界的研究，將考古學文化納入體質人類學研究一併討論」。 張菁芳並於中央研究院發表相關文獻。

## 從政與參選
2015年8月15日，蘇迪勒颱風重創全台，張菁芳以新北市永和區服務處主任的身份，陪同徐欣瑩主席與黨員志工送物資到烏來災區部落。張菁芳受訪表示，烏來最大的風災提醒著我們，必須正視台灣應迅速重啟國土計畫、防災救災系統設計的討論審議。 
2015年9月10日 宣布參選2016年中華民國立法委員選舉，參選區域新北市第九選舉區(永和、中和秀安)。
張菁芳長期關注毒品問題，擔任中華民國解癮戒毒協會顧問，於全國推動反毒教育、協助解癮戒毒。她在參選記者會表示，如今毒品入侵校園，都是因為品德教育不夠，讓孩子的價值觀混亂，連小學生都用毒，讓人非常痛心。

## 外部連結
- 張菁芳FB粉絲專頁